# 大理风景名胜区
大理风景名胜区是云南省大理白族自治州的一个风景区，1982年被国务院列入第一批国家级风景名胜区。2007年被评为“最具特色的中国十大风景名胜区”。

## 景区划分
大理风景名胜区由苍山洱海、石宝山、鸡足山、巍宝山4个片区组成，分属大理市、洱源县、漾濞县、宾川县、剑川县、巍山县6县市境内，总面积1,012平方公里，位于东经98°52′－101°03′，北纬24°41′－26°42′之间。
- 苍山洱海风景区：位于大理市、洱源县、漾濞县境内，面积960平方千米，分为苍山景区、洱海景区、茈碧湖景区三部分；
- 鸡足山风景区：位于宾川县境内，面积30平方千米；
- 石宝山风景区：位于剑川县境内，面积14平方千米；
- 巍宝山风景区，位于巍山县境内，面积8平方千米。[3]

## 建设历史
1981年，云南省城建局与大理州政府组织工作组，对大理、宾川鸡足山、剑川石宝山进行考察调研，并撰写《大理风景区风景资源调查评价综合报告》，经省政府上报国务院。1982年11月，由国务院批准为第一批国家级风景名胜区。1983年，大理州政府组成大理风景名胜区规划办公室，开始编制《大理风景名胜区总体规划大纲》，1987年完成，1991年1月获国务院批准执行；规划有苍山洱海风景区、茈碧湖风景区、鸡足山风景区、石宝山风景区、巍宝山风景区五大片区。2003年7月，开始编修《大理风景名胜区总体规划（修编）》，2005年8月完成，2007年9月获国务院批准执行；规划年限为2007－2025年，此次编修将“茈碧湖风景区”并入了“苍山洱海风景区”。
1987年2月，大理州城乡建设环境保护局设立了大理风景名胜区管理处，为正科级事业单位。

1993年3月5日，大理白族自治州第八届人民代表大会第六次会议通过《云南省大理白族自治州大理风景名胜区管理条例》。
- 大理市苍山洱海风光
- 宾川县鸡足山金顶寺的日出
- 剑川县石宝山
- 巍山县巍宝山青霞宫